# El Pueblito, Michoacán de Ocampo
El Pueblito är en ort i Mexiko.   Den ligger i kommunen Puruándiro och delstaten Michoacán de Ocampo, i den centrala delen av landet, 270 km väster om huvudstaden Mexico City. El Pueblito ligger 1 928 meter över havet och antalet invånare är 360.
Terrängen runt El Pueblito är kuperad åt sydväst, men åt nordost är den platt. Runt El Pueblito är det ganska tätbefolkat, med 58 invånare per kvadratkilometer. Närmaste större samhälle är Puruándiro, 12,1 km öster om El Pueblito. I omgivningarna runt El Pueblito växer huvudsakligen savannskog.